# 大江戸コンサルタント
株式会社大江戸コンサルタント（おおえどこんさるたんと）とは、東京都中央区に本社を置く、人事労務の総合コンサルタントなどを行う会社である。

## 事業所
- 本社
- 札幌営業所

## 事業内容
- 経営コンサルタント業務
- ISO認定取得支援業務
- プライバシー・マーク取得支援業務
- 有料職業紹介事業（13-ユ-010693）
- 一般労働者派遣事業（般13-011314）
- 各種セミナー開催
- コールセンター事業
- レンタルオフィス事業
- 貸会議室事業
- 自習室事業

## 沿革
- 2000年2月 - 有限会社大江戸コンサルタントを東京都中央区新川に創立（資本金300万円）。
- 2002年
  - 1月 - 有料職業紹介事業認可（13-ユ-010693）。
  - 5月 - 株式会社に組織変更。事務所を東京都中央区八丁堀に移転（資本金1,000万円に増資）。
- 2003年
  - 8月 - 一般労働者派遣事業認可（般13-011314）。
  - 11月 - 札幌営業所開設。
- 2005年
  - 3月 - 資本金を3,000万円に増資。
  - 12月 - 資本金を4,000万円に増資。
- 2007年1月 - 沖縄コールセンター開設。
- 2009年9月 - 会議室探すくん・セミナー探すくんサイトオープン。
- 2011年4月 - 東京都中央区日本橋に事務所を移転。日本橋ビジネスセンター事業開始。